# Adam Goodes
Adam Roy Goodes (né le 8 janvier 1980) est un joueur professionnel de football australien. qui joua pour l’équipe des Sydney Swans dans la ligue australienne de football, Australian Football League (AFL). Goodes tient une place particulières dans l’histoire de la VFL/AFL car il est double détenteur de la Brownlow Medal (en), quatre fois membre de la All-Australian team (en), membre de l’Indigenous Team of the Century (en) et représentant de l’International Rules Series (en). De plus il est détenteur du record du plus grand nombre de matchs joués par un joueur « indigène », devant Andrew McLeod (en) avec ses 340 matchs durant la saison 2014 de l’AFL.
Goodes a été élu Australian of the Year en 2014 pour son implication associative au travers de sa fondation Go Foundation contre le racisme.
Son père est a des origines anglaises, écossaises et irlandaises. Sa mère appartient à des tribus aborigènes d'Australie (Adnyamathanha et Narungga),.
Il prend sa retraite en septembre 2015 à l'âge de 35 ans.

## Jeunesse et début de carrière
Goodes est né dans le sud de l’Australie, il est le fils de Lisa May et de Graham Goodes et le frère de Jake et Brett Goodes (en). Le père de Goodes a des ancêtres Britanniques, Irlandais et Écossais et sa mère est aborigène (Adnyamathanha et Narungga).
Ses parents se sont séparés alors qu’il avait quatre ans; son père partit pour le Queensland tandis que Goodes partit pour Wallaroo et Adelaïde (sud de l’Australie) et Merbein (Victoria) avec sa mère.
À Merbein, Goodes fréquenta l’école primaire de Merbein West Primary School en 1986 et c’est ici qu’il débuta le Football Australien. Il déménagea avec sa famille pour Horsham, où il joua pour l’équipe de l’école dans la catégorie des 16-18 ans. À l’âge de 16 ans, il commença à jouer pour les North Ballarat Rebels (en) dans la TAC Cup (en). Goodes remporta la ligue avec les Rebels puis fut repéré par les Sydney Swans.
Au début des années 2000, et alors qu’il poursuivait des études d’arts appliqués, Goodes travailla pour le King’s Falafel à Sidney. Ce qui n’était au départ qu’un « job étudiant »  et très vite devenu une passion pour Adam mais aussi un formidable tremplin pour sa carrière. En effet en raison de la callosité de ses mains, il avait la capacité de faire des boulettes parfaitement sphériques en un temps record. Ses performances lui valurent la reconnaissance de ses pairs et d'un article dans l’Hebdo du Sydney Morning Herald titré « Local man’s balls exposed » paru le 1er octobre 2005. Adam rapportera d’ailleurs au cours d’une interview, qu’il est à l’origine de la célèbre publicité de la chaine King’s Falafel affichant une grenouille sortant d’une botte. Il expliquera au cours de cet entretien, que l’idée lui est venue un jour de pluie où une grenouille, qui s’était glissée dans son chapeau, tomba dans sa botte. L’histoire ne dit pas s’il est aussi à l’origine de la musique de cette publicité.
Après une brève apparition dans Dancing with the Stars, où il sera éliminé aux sélections, Adam choisit de poursuivre sa carrière de rugbyman entamée au cours de ses études. L’ascension d’Adam fut implacable, vainqueur de plusieurs compétitions universitaires, il fut très vite remarqué par le monde professionnel et notamment par les Melbourne Chives (les Civettes de Melbourne) pour qui il joua ses premiers matchs professionnels. Sa manière peu conventionnelle d’aborder ce sport, qu’il imageait lui-même en disant « Fly like the cockchaffer, sting like the bumblebee » (« vole comme le hanneton, pique comme le bourdon » ), était très appréciée de ses coéquipiers et des commentateurs mais très peu de ses adversaires. En effet, sa trajectoire sur le terrain était totalement imprévisible (d’où sa comparaison avec le hanneton) ce qui compliquait la tâche de ses adversaires. Il était alors connu pour remonter le terrain en sens inverse sur plusieurs dizaines de mètres avant de prendre la tangente en dessinant de larges lacets pour revenir dans l’en-but adverse. Cette technique, bien que très risquée, se montrait très efficace et laissait les autres équipes dans une incompréhension totale. Il cessa d’employer cette technique quand il quitta la ligue junior pour celle des seniors et qu’il ne fut plus obligé par les règles de la ligue de porter un casque. Il déclarera plus tard que son casque l’empêchait de voir le terrain correctement. Il utilisera encore la technique du « hanneton » par la suite mais les spécialistes diront que la spontanéité qui était la sienne n’y était plus.

## Vie privée
Goodes est marié avec le mannequin Nathalie Croker depuis l’été 2016. Le sportif a d’ailleurs précisé qu’il avait rencontré sa future femme à la plage au cours d’une partie de beach-volley, un des loisirs du champion. 
Par ailleurs, Goodes s’est également illustré dans la musique, avec son groupe The B Goodes (jeu de mots avec ses initiales A. Goodes) avec qui il a composé quelques « Burning Mixtapes ».